# Silent disco

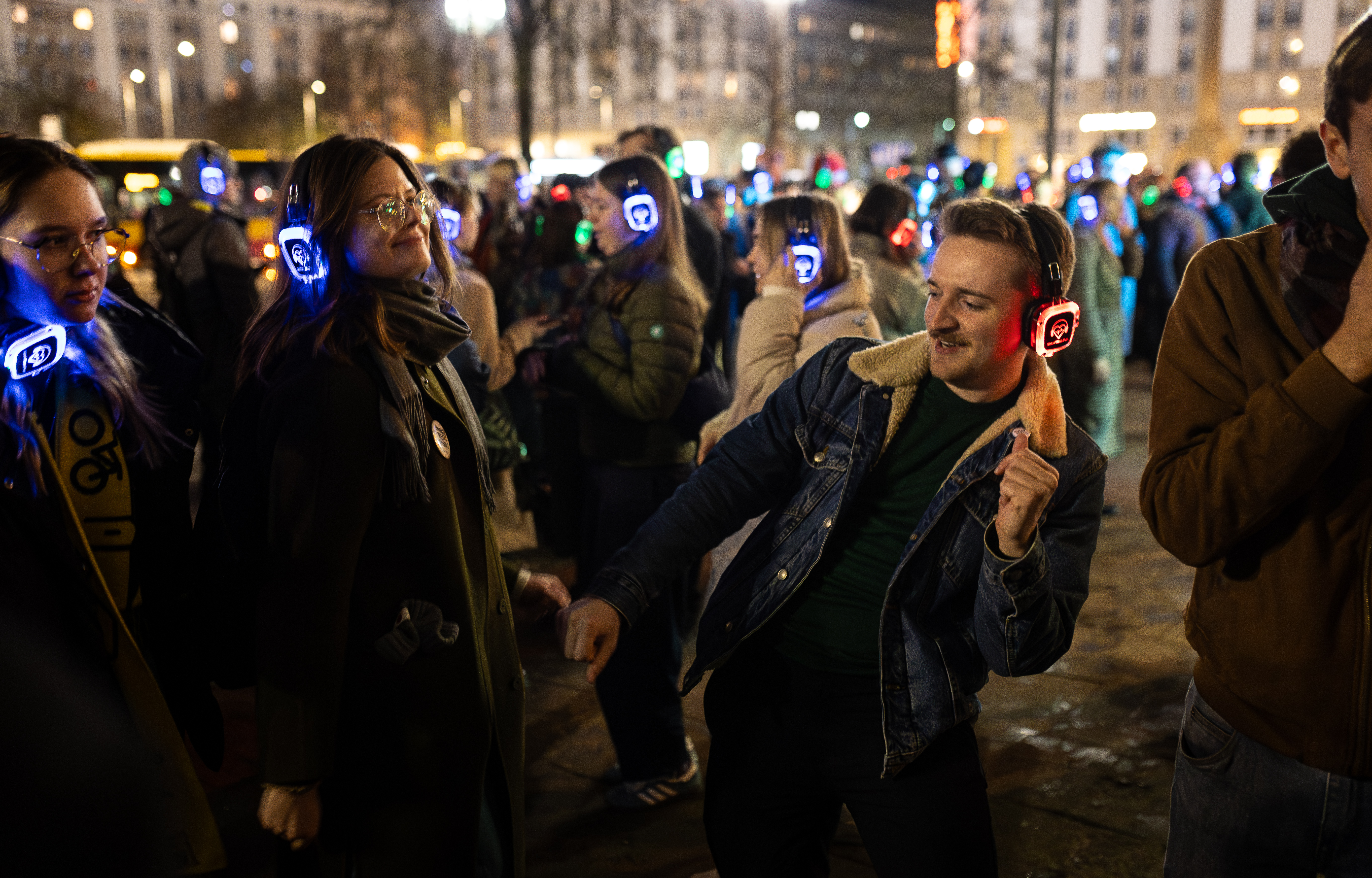
Silent disco vid ett utomhusevenemang i Warsawa 2024.

Silent disco ("tyst disco") är ett evenemang där deltagarna dansar till musik som spelas genom trådlösa hörlurar i stället för högtalare. Utifrån kan det se tyst och stilla ut med personer som dansar i tystnad, men i hörlurarna pågår musiken. Silent disco förekommer på festivaler, nattklubbar eller utomhusevenemang, särskilt på platser där ljudbegränsningar gäller.
Ibland finns det flera musikkanaler med olika musikgenrer för deltagarna att välja mellan, och man kan då byta mellan dem med en knapp på hörlurarna. Vanligtvis är det en DJ som sköter musiken på de olika kanalerna. På vissa hörlurar som används vid silent disco kan man se vad andra deltagare dansar  till för musik genom att LED-lampor på hörlurarna lyser i olika färg beroende på vilken kanal som är inställd.
Det förekommer även silent concerts ("tyst konsert"), silent theatre ("tyst teater") och silent street shows ("tyst gatuuppträdande") med liknande koncept där deltagarna använder hörlurar när de tittar på.

## Historik
En tidig referens till något som liknar silent disco återfinns i berättelsen The Summer of 1993 med Astro Boy från 1967. Konceptet användes under det tidiga 1990-talet av miljöaktivister för att anordna utomhusfester utan att buller skulle drabba vilda djur.
Andra tidiga silent discos gick av stapeln 1994 Glastonburyfestivalen där besökarna kunde koppla upp sig via en radiostation till en stor skärm. I maj 2000 arrangerade BBC Live Music en "tyst spelning" i Cardiff och år 2002 organiserade konstnären Meg Duguid en tyst dansfest på Museum of Contemporary Art i Chicago.
Sedan 2005 kan begreppet anses etablerat.